# Giershausen
Giershausen ist eine Ortsgemeinde im Landkreis Altenkirchen (Westerwald) in Rheinland-Pfalz. Sie gehört der Verbandsgemeinde Altenkirchen-Flammersfeld an.

## Geographische Lage
Die Ortsgemeinde liegt im Westerwald an der Bundesstraße 256 – der Historischen Raiffeisenstraße – zwischen Weyerbusch und Flammersfeld; unmittelbare Nachbarorte sind Forstmehren im Norden, Walterschen im Osten, Obernau im Südosten, Schürdt im Süden und Ziegenhain im Südwesten.

## Geschichte
Der Name deutet auf die Form des ersten Ansiedlungsplatzes, Häuser an der Gier oder Gehre, hin. Es wird angenommen, dass die Besiedelung der Gemeinde von einem festen Haus, dem Haus des Giersch, ausgegangen ist, einer frühkarolingischen Fliehburg (Motte), die um ca. 800 n. Chr. entstanden ist, worauf auch die Flurbezeichnung „In der Motschel“ hinweist. Alte und neue Wege laufen sternförmig auf eine runde Stelle in der Mitte zu, bei der bei Ausgrabungen Palisadenreste einer Motte und am Rande Teile einer alten Brunnenanlage gefunden wurden.
Erstmals gesichert erwähnt wird der Ort 1470 im Hachenburger Rentbuch. 1606 gibt es hier sieben Familien. 1744 werden 14 Häuser gezählt. 1801 leben 40 männliche und 46 weibliche Einwohner in 12 Häusern.
Giershausen gehörte bis zum Jahr 1806 zur Grafschaft Sayn-Altenkirchen und zum Kirchspiel Mehren. Die Grafschaft Sayn-Altenkirchen kam 1791 auf dem Erbweg zu Preußen und wurde 1803 im Reichsdeputationshauptschluss dem Fürstentum Nassau-Usingen zugesprochen. 1806 traten die beiden nassauischen Fürsten dem napoleonischen Rheinbund bei, sodass die Region von 1806 an zum Herzogtum Nassau gehörte. Aufgrund der auf dem Wiener Kongress (1815) getroffenen Vereinbarungen wurde das Gebiet der ehemaligen saynischen Grafschaften an das Königreich Preußen abgetreten.
Unter der preußischen Verwaltung wurde Giershausen der Bürgermeisterei Weyerbusch im neu errichten Kreis Altenkirchen zugeordnet, der von 1822 an zur Rheinprovinz gehörte.
1867 betrug die Einwohnerzahl 97, nahezu so viele wie heute. Es gab aber zu dieser Zeit nur 18 Häuser, während es heute etwa dreißig sind. 1877 schickte Giershausen 16 Kinder in die Schule nach Walterschen.
Bevölkerungsentwicklung
Die Entwicklung der Einwohnerzahl von Giershausen, die Werte von 1871 bis 1987 beruhen auf Volkszählungen:
| Jahr | Einwohner |
| 1815 | 76        |
| 1835 | 77        |
| 1871 | 99        |
| 1905 | 94        |
| 1939 | 109       |
| 1950 | 122       |

| Jahr | Einwohner |
| 1961 | 118       |
| 1970 | 113       |
| 1987 | 109       |
| 2005 | 103       |
| 2022 | 100       |

## Politik

### Gemeinderat
Der Gemeinderat in Giershausen besteht aus sechs Ratsmitgliedern, die bei der Kommunalwahl am 9. Juni 2024 gewählt wurden, und dem ehrenamtlichen Ortsbürgermeister als Vorsitzendem.

### Bürgermeister
Jens Klöckner ist Ortsbürgermeister von Giershausen. Bei der Direktwahl am 26. Mai 2019 wurde er mit einem Stimmenanteil von 92,00 % und am 9. Juni 2024 als einziger Bewerber mit 95,2 % jeweils für weitere fünf Jahre in seinem Amt bestätigt.